# 2871 Schober
2871 Schober este un asteroid din centura principală, descoperit pe 30 august 1981 de Edward Bowell.